# Нова-Колинас

Нова-Колинас на карте штата.

Нова-Колинас (порт. Nova Colinas) — муниципалитет в Бразилии, входит в штат Мараньян. Составная часть мезорегиона Юг штата Мараньян. Входит в экономико-статистический микрорегион Шападас-дас-Мангабейрас. Население составляет 4885 человек на 2010 год. Занимает площадь 743,106 км². Плотность населения — 6,57 чел./км².

## Демография
Согласно сведениям, собранным в ходе переписи 2010 г. Национальным институтом географии и статистики (IBGE), население муниципалитета составляет:
| Полное население                               | Полное население                               | Полное население                               | Полное население                               | 4885  |
| ---------------------------------------------- | ---------------------------------------------- | ---------------------------------------------- | ---------------------------------------------- | ----- |
| в том числе:                                   | Городское население                            | 2210                                           | Процент городского населения, %                | 45,24 |
|                                                | Сельское население                             | 2675                                           | Процент сельского населения, %                 | 54,76 |
|                                                | Мужское население                              | 2600                                           | Процент мужского населения, %                  | 53,22 |
|                                                | Женское население                              | 2285                                           | Процент женского населения, %                  | 46,78 |
| Плотность населения, чел/км²                   | Плотность населения, чел/км²                   | Плотность населения, чел/км²                   | Плотность населения, чел/км²                   | 6,57  |
| Население муниципалитета в % к населению штата | Население муниципалитета в % к населению штата | Население муниципалитета в % к населению штата | Население муниципалитета в % к населению штата | 0,07  |

По данным оценки 2016 года, население муниципалитета составляет 5243 жителя.

## История
Город основан 10 сентября 1996 года. 

## Статистика
- Валовой внутренний продукт на 2003 год составляет 12 553 495,00 реалов (данные: Бразильский институт географии и статистики).
- Валовой внутренний продукт на душу населения на 2003 год составляет 2940,62 реалов (данные: Бразильский институт географии и статистики).
- Индекс развития человеческого потенциала на 2000 год составляет 0,594 (данные: Программа развития ООН).